# Westbury White Horse

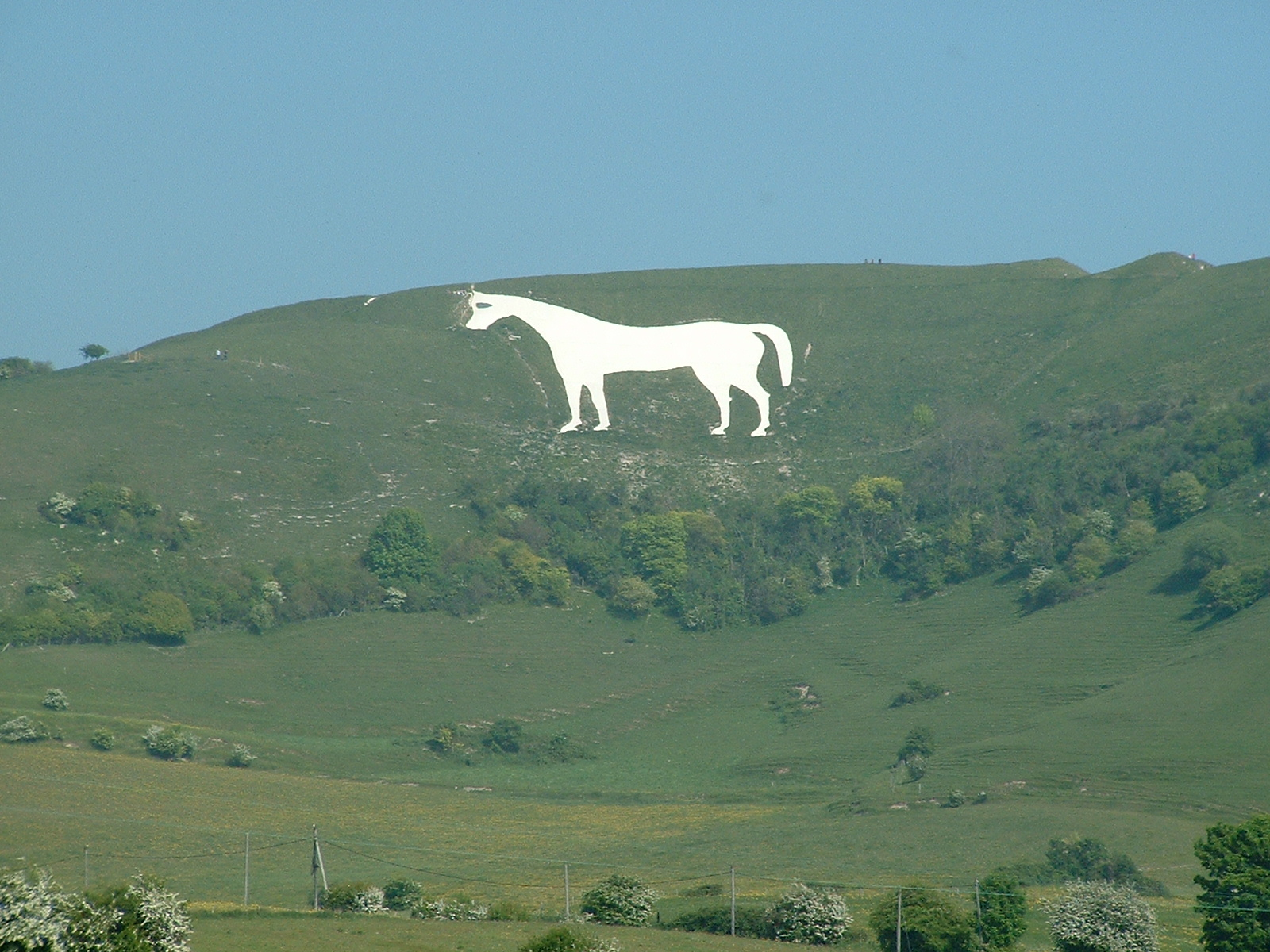
Westbury White Horse

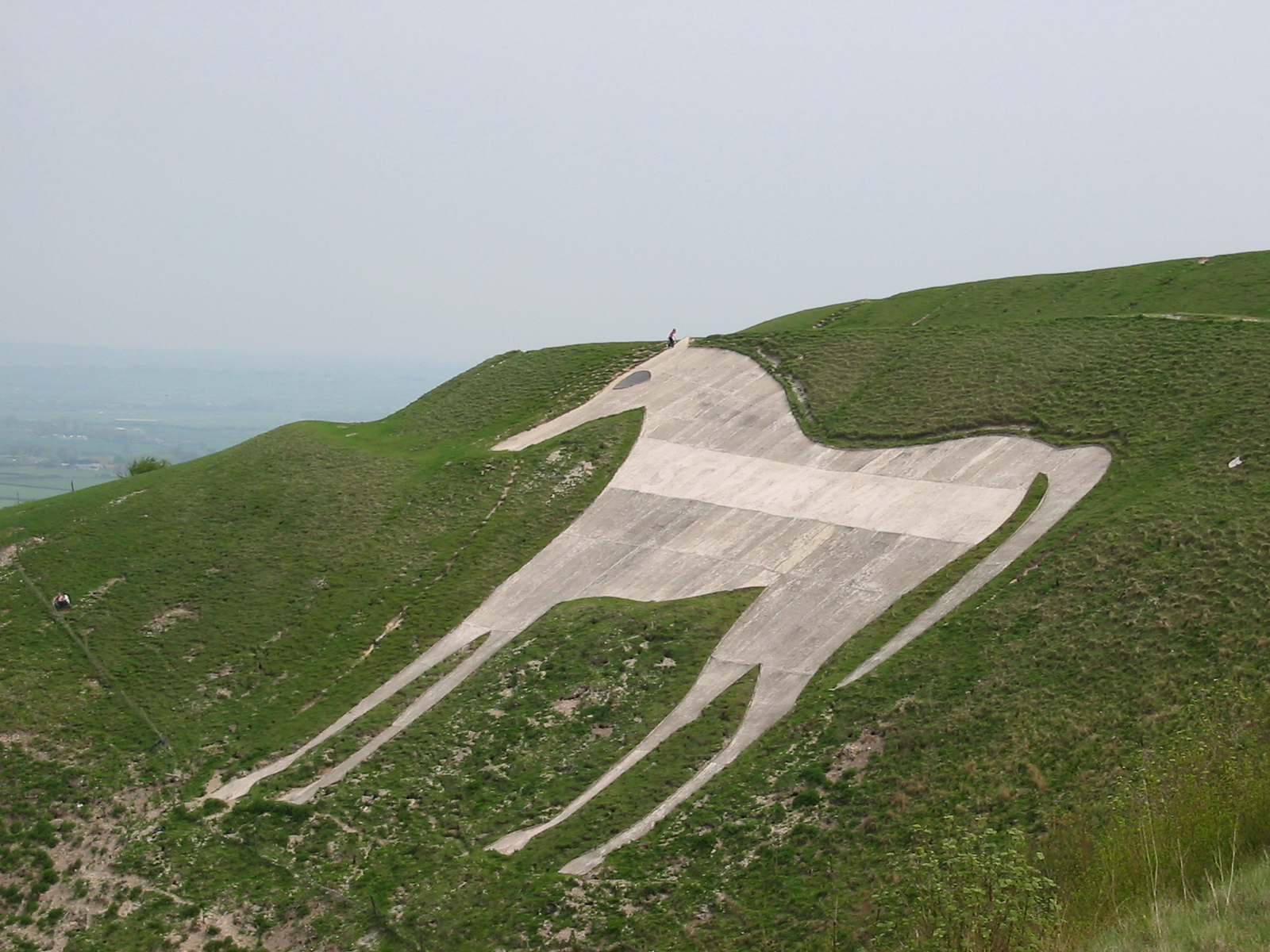
Vom Westbury Hill

Das Westbury White Horse ist ein Scharrbild auf einem Hügel ca. 2 km östlich des Städtchens Westbury (Wiltshire) nahe der Salisbury Plain in England. Es ist das älteste von mehreren weißen Pferden in Wiltshire, aber nicht das älteste Scharrbild in England. 
Es wurde 1778 erstellt, vermutlich direkt auf einem viel älteren Pferdebildnis aus dem 9. Jahrhundert, das laut Überlieferung zum Andenken an den Sieg Alfreds des Großen über die Dänen in der Schlacht von Edington im Jahr 878 erschaffen wurde. Eine zeitgenössische Gravur aus dem Jahr 1760 zeigt ein Pferd, das in die entgegengesetzte Richtung ausgerichtet ist. Es dürfte aber viel kleiner gewesen sein als die gegenwärtige Gestalt.
In den 1950er Jahren wurde das Bildnis ein Opfer von Vandalismus. Es wurde damals nur ungenügend repariert, und erst im Frühjahr 2007 erfolgte eine Generalsanierung.
Für die Dreharbeiten zum Musikvideo des Songs Breathe von Popsänger Midge Ure, der 1996 erschien, war das Westbury White Horse ein Schauplatz.